# Beatriz Jurado Fernández de Córdoba
Beatriz Jurado Fernández de Córdoba   (Còrdova, 3 de març de 1983)) és una política cordovesa, membre del Partit Popular. És senadora per Còrdova des del 20 i ha representat a la seva circumscripció en les següents legislatures:  X, XI i XII  legislatures. Va ser la presidenta de Noves Generacions del PP fins al 22 d'abril de 2017.
És Llicenciada en Dret per la Universitat de Còrdova i va ser presidenta del Consell d'Estudiants de la Universitat de Còrdova des 2003 fins a maig del mateix any i continuà el 2004 fins al 2006. Militant de les Noves Generacions del PP des del 2003 després de tornar d'un Erasmus a Noruega, el gener de 2009 va accedir a la presidència de l'organització juvenil a Còrdova.Mesos després va ser nomenada responsable de Andalusia, càrrec del que va cessar el 30 d'abril de 2011, en el XII congrés regional. En el 13 congrés nacional de NNGG, celebrat a Saragossa el 17 d'abril de 2011, va ser elegida presidenta nacional de NNGG, en substitució de Nacho Uriarte.
Regidora de l'Ajuntament de Còrdova des de 2011, el 20, va ser triada senadora per la circumscripció de Còrdova al Senat d'Espanya amb el Partit Popular i va ser reelegida el 2015 i 20. Va presidir la Comissió d'Educació i Esport del Senat i va ser portaveu del Grup Popular a la Comissió d'Immigració.
El 2017 va tindre el seu tercer fill amb el seu marit, el periodista Raúl Ramos.